# Kadashman-Enlil I
Kadashman-Enlil I (fl. XIV secolo a.C.) è stato un sovrano babilonese della III dinastia cassita.
Il suo nome solitamente è scritto mka-dáš-man-dEN.LÍL nelle iscrizioni contemporanee (in cui compare il determinativo maschile arcaico prima del suo nome).
Regnò all'incirca dal 1374 a.C. al 1360 a.C. (secondo la cronologia media), essendo forse il diciottesimo sovrano della dinastia.
Kadashman-Enlil è noto principalmente dalle lettere di Amarna, essendo stato contemporaneo del faraone egizio della XVIII dinastia Amenofi III.
Questa contemporaneità permette di collocare con certezza questo sovrano nella prima metà del XIV secolo a.C.

## Corrispondenza con l'Egitto
|             |     |    |
| \| \| \| \| |     |    |
|             |     |    |
| V30         | C10 | N5 |

| V30 | C10 | N5 |

|             |     |    |
| \| \| \| \| |     |    |
|             |     |    |
| V30         | C10 | N5 |

| V30 | C10 | N5 |

Nella prima lettera di Amenofi III (EA 1), il Faraone scriveva per rassicurare Kadashman-Enlil sul fatto che sua sorella, la figlia di Kurigalzu I, non fosse morta, né fosse stata bandita in un harem lontano come concubina minore e per ringraziare per l'offerta di una delle figlie di Kadashman-Enlil come ulteriore moglie.
Suggeriva, inoltre, che Kadashman-Enlil inviasse un kamiru, termine tradotto approssimativamente con "eunuco", al fine di riconoscere la sorella, piuttosto che la coppia di inviati che aveva mandato, sui quali Amenofi gettava calunnie, descrivendone uno dei due come allevatore di asini.
Da qui il testo non è interamente leggibile e lo sfortunato messaggero potrebbe essere stato effettivamente indicato come carovaniere e il suo compagno come mercante. Il fatto che questi messaggeri fossero comuni mercanti privi di familiarità con la famiglia reale potrebbe giustificare l'impossibilità di riconoscere la sorella di Kadashman-Enlil.
Nella lettera EA 2, Kadashman-Enlil dichiara che "le mie figlie sono disponibili (per il matrimonio)".

## Attività edificatoria
Si incontrano difficoltà nella distinzione tra le iscrizioni appartenenti a Kadashman-Enlil I e al suo discendente Kadashman-Enlil II, che regnò circa cento anni dopo.
Gli storici non concordano a quale dei due re debbano essere assegnate le iscrizioni di fondazione rinvenute a Isin, per l'Egalmaḫ di Gula, o a Larsa, su mattoni che recano un'iscrizione su sedici righe relativa al restauro dell'Ebabbar, il tempio di Šamaš.
Le iscrizioni provenienti da Nippur, tra le quali si includono: mattoni con sigilli provenienti dalla scalinata orientale della ziqqurat e da altri luoghi, che descrivono lavori sull'Ekur, la "casa della montagna" di Enlil, quattro frammenti di lastre iscritte di alabastro con venature rosse, un frammento di cammeo votivo d'agata con cinque righe iscritte, una soglia di porta in pietra con iscrizione incisa, ecc., potrebbero essere indistintamente assegnate all'uno o all'altro re.

## Durata del regno
Una tavoletta economica proveniente da Nippur è datata al "XV anno (di) Kadashman-Enlil, mese di Tašrītu, XVIII giorno" ed è a lui attribuita piuttosto che al suo discendente omonimo Kadashman-Enlil II, a causa dell'uso più arcaico del determinativo personale maschile davanti al nome reale (il singolo cuneo verticale) e del fatto che verosimilmente il secondo sovrano non regnò per più di nove anni.
Un'altra tavoletta si riferisce al I anno di Burnaburiash II e al XV anno del re precedente, che, se pur non citato, si presume fosse Kadashman-Enlil.
Infatti, il suo successore era suo figlio, come è stato accertato da un'iscrizione su un blocco irregolare di lapislazzuli, rinvenuto a Nippur e ora conservato presso i Musei archeologici di Istanbul.
Burnaburiash II è molto meglio conosciuto ed anche di lui furono rinvenute parecchie lettere conservate negli archivi egizi di Amarna.

## Iscrizioni
1. ↑  Sigillo cilindrico n. 42.619, Walters Art Museum, Baltimora.
2. ↑  Tavoletta EA 1, "Il Faraone si lamenta con il re di Babilonia", conservata presso il British Museum con numero di inventario BM 029784, CDLI, traslitterazione ORACC Archiviato l'11 gennaio 2018 in Internet Archive.
3. ↑  Tavoletta EA 2, "Proposte di matrimonio", conservate presso il Vorderasiatisches Museum Berlin con numeri di inventario VAT 00148 + VAT 02706, CDLI, traslitterazione ORACC Archiviato il 3 dicembre 2018 in Internet Archive..
4. ↑  Ad esempio, il mattone L. 7078 conservato presso i Musei archeologici di Istanbul.
5. ↑  Lastre CBS 19911-19914 conservate presso lo University Museum, University of Pennsylvania.
6. ↑  Frammento votivo CBS 8674 conservato presso lo University Museum, Philadelphia.
7. ↑  Soglia di porta BM 121192 conservata presso il British Museum.
8. ↑  Tavoletta Ni. 437 della raccolta di Nippur presso i Musei archeologici di Istanbul.
9. ↑  Blocco BE I 68 i 5-15 conservato nei Musei archeologici di Istanbul.